# Popowo-Letnisko
Popowo-Letnisko (prononciation : [pɔˈpɔvɔ lɛtˈniskɔ]) est un village polonais de la gmina de Somianka dans le powiat de Wyszków de la voïvodie de Mazovie dans le centre-est de la Pologne.
Il se situe à environ 12 kilomètres à l'ouest de Somianka (siège de la gmina), à 23 kilomètres à l'ouest de Wyszków (siège du powiat) et à 38 kilomètres au nord de Varsovie (capitale de la Pologne).
Le village possède une population de 80 habitants en 2006.

## Histoire
De 1975 à 1998, le village faisait partie du territoire de la voïvodie d'Ostrołęka.

Depuis 1999, Popowo-Letnisko est situé dans la voïvodie de Mazovie.